# Roland Worel
Roland Worel (um 1940 – nach 2007) war ein deutscher Kameramann und der letzte Leiter der Staatlichen Filmdokumentation der DDR von 1985 bis 1986.

## Leben und Wirken
Roland Worel war 1965 als Kameramann oder Fotograf tätig.
1971 begann er,  bei der neu gegründeten Staatlichen Filmdokumentation am Filmarchiv der DDR als Kameramann zu arbeiten, und war bis zu deren Ende 1986 an über 100 der etwa 310 erhaltenen Filme beteiligt.
1985 wurde er außerdem zum letzten provisorischen Leiter der Filmdokumentation ernannt, mit dem Auftrag, diese aufzulösen.
Danach war Roland Worell (nun mit leicht veränderter Namensschreibweise) als Kameramann an  einem  Dokumentarfilm von Róza Berger-Fiedler beteiligt, sowie danach an den  letzten Folgen der Langzeitdokumentation Die Kinder von Golzow.

## Filmografie (Auswahl)
Staatliche Filmdokumentation
- 1971 Bruno Apitz, Schriftsteller, erster Film der  Staatlichen Filmdokumentation

- 1972 Menschen, Bauten, Kunst
- 1973 Berlin-Milieu. Ackerstraße
- 1973 Berlin-Totale: Der letzte O-Bus
- 1976 Berlin-Totale: Steinstraße
- 1978 Berlin-Totale: Hausmüll
- 1979 Berlin-Totale: Räumung eines Häuserkomplexes
- 1979 Berlin-Totale: Auguststraße
- 1979 Berlin-Totale: Almstadtstraße
- 1979 Berlin-Totale: Sophienstraße
- 1979 Berlin-Totale: Mulackstraße
- 1983 Wohnungsprobleme
- 1984 Zweimal Leben
- 1985 Exil
- 1986 Umsiedler. Versuch eines filmischen Protokolls

Weiterer Film
- 1989 Herr Schmidt von der Gestapo

Die Kinder von Golzow
- 1994 Das Leben des Jürgen von Golzow
- 1996 Die Geschichte vom Onkel Willy aus Golzow
- 1997 Was geht euch mein Leben an – Elke, Kind von Golzow
- 1997 Da habt ihr mein Leben – Marieluise, Kind von Golzow
- 1999 Brigitte und Marcel – Golzower Lebenswege
- 2000 Ein Mensch wie Dieter – Golzower
- 2003 Eigentlich wollte ich Förster werden. Bernd aus Golzow
- 2006 Und wenn sie nicht gestorben sind … – Das Ende der unendlichen Geschichte, Kameraassistent
- 2007 … dann leben sie noch heute – Das Ende der unendlichen Geschichte, Kameraassistent